# Tour de Ski 2009-2010
Navigation
2008-2009 2010-2011
La 4e édition du Tour de Ski s'est déroulée du 1er janvier 2010 au 10 janvier 2010. Cette compétition est intégrée à la Coupe du monde de ski de fond 2009-2010 et est organisée par la Fédération internationale de ski. Les huit étapes de ce Tour constituent un parcours entamé à Oberhof (Allemagne) avant de faire étape à Prague (République tchèque) puis Cortina d'Ampezzo, Dobbiaco et Val di Fiemme (Italie).

## Parcours et calendrier
Oberhof (Allemagne):
- 1er janvier : prologue, technique libre, départ individuel, 2,5 km (femmes) et 3,75 km (hommes).
- 2 janvier : poursuite, technique classique, départ avec handicap, 10 km (femmes) et 15 km (hommes).
- 3 janvier : sprint, technique classique, qualifications puis finales, 1,3 km (hommes et femmes).

Prague (République tchèque):
- 4 janvier : sprint, technique libre, qualifications puis finales, 1,2 km (hommes et femmes).

Cortina d'Ampezzo vers Dobbiaco (Italie)
- 6 janvier : distance, technique libre, départ avec handicap, 16 km (femmes) et 35 km (hommes).

Dobbiaco (Italie)
- 7 janvier : distance, technique classique, départ individuel, 5 km (femmes) et 10 km (hommes).

Val di Fiemme (Italie):
- 9 janvier: distance, technique classique, départ en masse, 10 km (femmes) et 20 km (hommes).
- 10 janvier: final, technique libre, départ avec handicap, 9 km (femmes) et 10 km (hommes).

## Classement final
| Rang | Nom                | temps             |
| ---- | ------------------ | ----------------- |
| 1    | Lukáš Bauer        | 4 h 13 min 10 s 6 |
| 2    | Petter Northug     | 4 h 14 min 27 s 0 |
| 3    | Dario Cologna      | 4 h 14 min 42 s 8 |
| 4    | Marcus Hellner     | 4 h 14 min 52 s 0 |
| 5    | Jean-Marc Gaillard | 4 h 15 min 03 s 2 |

| Rang | Nom                    | temps             |
| ---- | ---------------------- | ----------------- |
| 1    | Justyna Kowalczyk      | 2 h 37 min 54 s 5 |
| 2    | Petra Majdic           | 2 h 38 min 13 s 7 |
| 3    | Arianna Follis         | 2 h 38 min 13 s 7 |
| 4    | Aino-Kaisa Saarinen    | 2 h 39 min 29 s 2 |
| 5    | Kristin Størmer Steira | 2 h 40 min 02 s 6 |

## Évolution du classement

### Homme
| Étape | Lieu                       | Épreuve                              | Date             | Vainqueur          | Deuxième          | Troisième          |
| ----- | -------------------------- | ------------------------------------ | ---------------- | ------------------ | ----------------- | ------------------ |
| 1     | Oberhof                    | 3,75 km prologue technique libre     | 1er janvier 2010 | Petter Northug     | Marcus Hellner    | Axel Teichmann     |
| 2     | Oberhof                    | 15 km classique départ avec handicap | 2 janvier 2010   | Petter Northug     | Maxim Vylegzhanin | Matti Heikkinen    |
| 3     | Oberhof                    | Sprint style classique               | 3 janvier 2010   | Eldar Roenning     | Petter Northug    | Axel Teichmann     |
| 4     | Prague                     | Sprint style libre                   | 4 janvier 2010   | Emil Jönsson       | Marcus Hellner    | Simen Østensen     |
| 5     | Cortina d'Ampezzo-Dobbiaco | 30 km style libre (départ handicap)  | 6 janvier 2010   | Petter Northug     | Dario Cologna     | Marcus Hellner     |
| 6     | Dobbiaco                   | 10 km C                              | 7 janvier 2010   | Daniel Richardsson | Lukáš Bauer       | Petter Northug     |
| 7     | Val di Fiemme              | 20 km classique départ en masse      | 9 janvier 2010   | Lukáš Bauer        | Petter Northug    | Axel Teichmann     |
| 8     | Val di Fiemme              | 10 km style libre Final Climb        | 10 janvier 2010  | Lukáš Bauer        | Marcus Hellner    | Jean-Marc Gaillard |

Tour de Ski - Classement homme
 Lukáš Bauer
 Petter Northug
 Dario Cologna

### Femme
| Étape | Lieu                       | Épreuve                                    | Date             | Vainqueur              | Deuxième             | Troisième                  |
| ----- | -------------------------- | ------------------------------------------ | ---------------- | ---------------------- | -------------------- | -------------------------- |
| 1     | Oberhof                    | 2,5 km prologue technique style libre      | 1er janvier 2010 | Petra Majdic           | Natalia Korosteleva  | Justyna Kowalczyk          |
| 2     | Oberhof                    | 10 km style classique départ avec handicap | 2 janvier 2010   | Justyna Kowalczyk      | Aino-Kaisa Saarinen  | Kristin Størmer Steira     |
| 3     | Oberhof                    | Sprint style classique                     | 3 janvier 2010   | Petra Majdic           | Justyna Kowalczyk    | Aino-Kaisa Saarinen        |
| 4     | Prague                     | Sprint style libre                         | 4 janvier 2010   | Natalia Korosteliova   | Celine Brun-Lie      | Alena Procházková          |
| 5     | Cortina d'Ampezzo-Dobbiaco | 16 km style libre (départ handicap)        | 6 janvier 2010   | Arianna Follis         | Petra Majdic         | Justyna Kowalczyk          |
| 6     | Dobbiaco                   | 5 km style classique                       | 7 janvier 2010   | Justyna Kowalczyk      | Aino-Kaisa Saarinen  | Petra Majdic               |
| 7     | Val di Fiemme              | 10 km classique départ en masse            | 9 janvier 2010   | Petra Majdic           | Elena Kolomina       | Marianna Longa             |
| 8     | Val di Fiemme              | 9 km F Final Climb                         | 10 janvier 2010  | Kristin Størmer Steira | Riitta-Liisa Roponen | Evgenia Medvedeva-Abruzova |

Tour de Ski - Classement femme
 Justyna Kowalczyk
 Petra Majdic
 Arianna Follis